# René Myrha
René Myrha, Taufname René Pagnard (* 7. Mai 1939 in Delémont), ist ein Schweizer Maler, Zeichner, Bühnenbildner und Bildhauer. Sein Werk umfasst Acryl- und Ölbilder, Siebdrucke, Zeichnungen, Skulpturen, Reliefs und Kunst am Bau.

## Leben und Werk
René Myrha besuchte von 1956 bis 1958 die Kunstgewerbeschule Biel. In dieser Zeit hielt er sich mit seiner Schwester mehrmals in Paris auf, wo sie an der Rue Myrha wohnten. So wählte er den Namen «Myrha» als sein zukünftiges Pseudonym.
Seit 1962 ist Myrha als freischaffender Künstler tätig. 1963 liess er sich zusammen mit seiner Ehefrau und Schriftstellerin Rose-Marie Pagnard in Basel nieder.
René Myrha stellte seine Werke in zahlreichen Einzel- und Gruppenausstellungen im In- und Ausland aus. Auch erhielt er verschiedene Stipendien und Auszeichnungen. Ab 1969 arbeitete er mehrere Jahre mit dem Konzeptkünstler Rémy Zaugg zusammen.
1985 zog das Ehepaar nach Les Breuleux im Kanton Jura. 2017 widmete ihm das Kunstmuseum Jura eine grosse Retrospektive.